# Водзічна (Великопольське воєводство)
Водзічна (пол. Wodziczna) — село в Польщі, у гміні Тшциниця Кемпінського повіту Великопольського воєводства.
Населення — 611 осіб (2011).
У 1975-1998 роках село належало до Каліського воєводства.

## Демографія
Демографічна структура станом на 31 березня 2011 року:
|          | Загалом | Допрацездатний вік | Працездатний вік | Постпрацездатний вік |
| -------- | ------- | ------------------ | ---------------- | -------------------- |
| Чоловіки | 310     | 73                 | 210              | 27                   |
| Жінки    | 301     | 62                 | 172              | 67                   |
| Разом    | 611     | 135                | 382              | 94                   |